# Melanthia postalbaria
Melanthia postalbaria là một loài bướm đêm trong họ Geometridae.